# Christof Müller
Christof Müller (* 1961 in Limburg an der Lahn) ist ein deutscher Fundamentaltheologe.

## Leben
Er studierte Theologie, Philosophie und Germanistik in Frankfurt am Main, Gießen und Würzburg. 1992 wurde er an der Universität Gießen promoviert. Nach der Habilitation in Würzburg zum Dr. theol. habil. (Fundamentaltheologie und Vergleichende Religionswissenschaft) über die Eschatologie des Zweiten Vatikanischen Konzils wurde er zum Privatdozenten der Katholisch-Theologischen Fakultät der Julius-Maximilians-Universität Würzburg für das Fachgebiet Fundamentaltheologie und Vergleichende Religionswissenschaft ernannt. Er wurde zum außerplanmäßigen Professor der Katholisch-Theologischen Fakultät der Julius-Maximilians-Universität Würzburg im Rahmen einer Forschungsprofessur der Akademie der Wissenschaften und der Literatur in Mainz ernannt. Er ist wissenschaftlicher Leiter des Zentrums für Augustinus-Forschung an der Universität Würzburg.
Bereits seit Mitte der 1980er Jahre ist er als wissenschaftlicher Assistent bei Cornelius Petrus Mayer, als dieser in Gießen Professor für Systematische Theologie war, verbunden. Er arbeitete 1996 mit bei der Erstveröffentlichung des Corpus Augustinianum Gissense a Cornelio Mayer editum (CAG), das unter seiner Leitung inzwischen zur Online-Quelle entwickelt wurde. Seit 2010 hat er in der Nachfolge von Cornelius Mayer die Projektierung des Augustinus-Lexikons hauptverantwortlich inne, wo er als Mitherausgeber bereits seit 2002 tätig war. Am 9. März 2014 übernahm er die Leitung des gesamten ZAF von Prof. Mayer.

## Schriften (Auswahl)
- Geschichtsbewusstsein bei Augustinus. Ontologische, anthropologische und universalgeschichtlich, heilsgeschichtliche Elemente einer augustinischen „Geschichtstheorie“ (= Cassiciacum. Band 39,2) (= Res et signa. Band 2). Augustinus-Verlag, Würzburg 1993, ISBN 3-7613-0173-1 (zugleich Dissertation, Gießen 1992).
- Die Eschatologie des Zweiten Vatikanischen Konzils. Die Kirche als Zeichen und Werkzeug der Vollendung (= Würzburger Studien zur Fundamentaltheologie. Band 28). Lang, Frankfurt am Main/Berlin/Bern/Bruxelles/New York/Oxford/Wien 2002, ISBN 3-631-39237-0 (zugleich Habilitationsschrift, Würzburg 2001).
- als Herausgeber: Kampf oder Dialog?. Begegnung von Kulturen im Horizont von Augustins ‹De ciuitate dei›. Internationales Symposion Institutum Patristicum Augustinianum, Roma, 25.-29. September 2012. Conflict/Dialogue? (= Cassiciacum. Band 39,11) (= Res et signa. Band 11). Augustinus bei Echter, Würzburg 2015, ISBN 978-3-429-04188-5.
- als Herausgeber mit Guntram Förster: Von Menschenwerk und Gottesmacht. Der Streit um die Gnade im Laufe der Jahrhunderte. Beiträge des XI. Würzburger Augustinus-Studientages vom 7. Juni 2013 (= Cassiciacum. Band 39,12) (= Res et signa. Band 12). Augustinus bei Echter, Würzburg 2015, ISBN 978-3-429-04191-5.
- als Herausgeber mit Guntram Förster: Augustinus – Christentum – Judentum. Ausgewählte Stationen einer Problemgeschichte. Beiträge des 13. Würzburger Augustinus-Studientages vom 12./13. November 2015 (= Cassiciacum. Band 39,13) (= Res et signa. Band 13). Augustinus bei Echter, Würzburg 2018, ISBN 3-429-04204-6.